# Сейф

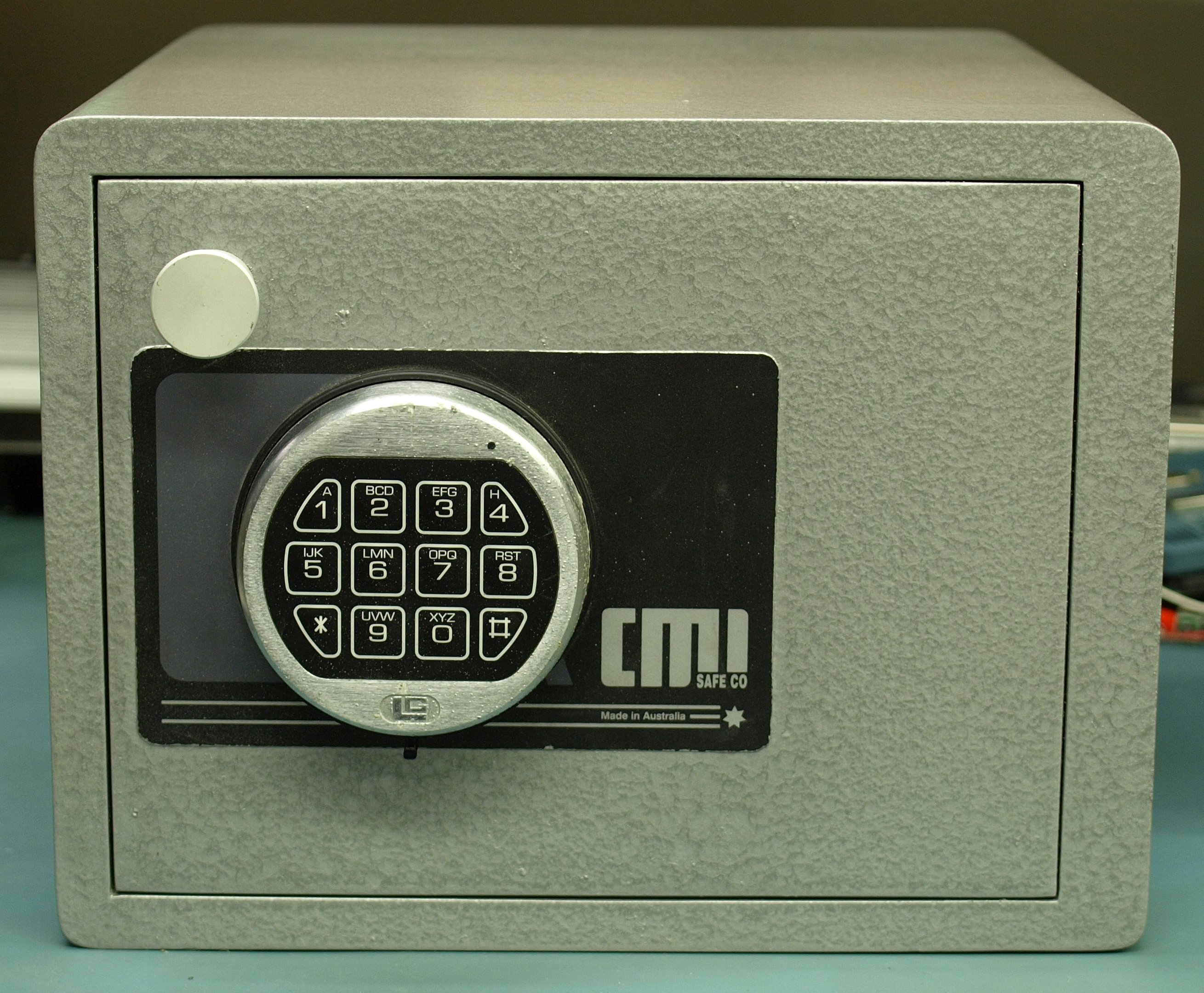
Домашній сейф CMI H2D з цифровим електронним замком La Gard 3750.

Сейф ― безпечна коробка що замикається, і використовується для зберігання цінних об'єктів від крадіжки або вогню.

## Історія
Перший відомий історії сейф знайшли в могилі фараона Размеса II і датують 13-им століття до нашої ери. Був зроблений з дерева і мав систему замка що нагадувала сучасний pin tumbler lock.

## Види сейфів
Виділяють наступні види сейфів:
- зламостійкі,
- вогнезломостійкі,
- вогнестійкі,
- меблеві,
- сейфи, що вбудовуються,
- збройові.[4]

## Зноски
1. ↑  Сейф // Словник української мови : в 11 т. — Київ : Наукова думка, 1970—1980.
2. ↑  Сейф // Великий тлумачний словник сучасної української мови (з дод. і допов.) / уклад. і гол. ред. В. Т. Бусел. — 5-те вид. — К. ; Ірпінь : Перун, 2005. — ISBN 966-569-013-2.
3. ↑  The History of Safes. Insafe International Limited. Архів оригіналу за 30 червня 2020. Процитовано 30 червня 2020.
4. ↑  https://dik.com.ua/ua/stati/kakie-byvayut-seyfy-vidy-i-tipy-seyfov